# Плашилото
Плашилото (на английски: The Scarecrow) e измислен персонаж, суперзлодей на Ди Си Комикс. Героят се появява в брой 3 на World Finest Comics през 1941 година. Негови създатели са Боб Кейн и Бил Фингър.
Плашилото е враг на Батман. При първата си поява е представен като професор по психология на име Джонатан Крейн, който изучава страха. Заради експерименти му го наричат Плашилото.
Персонажът се появява и в други медии като игрални филми, видеоигри и анимационни сериали. Първата му телевизионна поява е в „Часът на Батман и Супермен“ през 1968 г., където е озвучаван от Тед Найт. Ролята му в „Предизвикателството на СуперПриятелите“ през 1978 г. се озвучава от Дон Месик, а в продължението „СуперПриятелите-Галактически Гардове“ (в епизода „Страхът“) – от Андре Стожка. В трилогията на Кристофър Нолан (Батман в началото, Черният рицар и Черният рицар: Възраждане), Джонатан Крейн/Плашилото бива изигран от Килиън Мърфи. Плашилото се появява още в „Батман: Анимационният сериал“ (озвучен от Хенри Полик II), в продължението на сериала — „Новите приключения на Батман“ (озвучен от Джефри Коумс), а също и в „Батман: Смели и дръзки“ (озвучен от Дий Брадли Бейкър в епизода Trials of the Demon!).